# Selwyn United FC
Der Selwyn United Football Club ist ein neuseeländischer Fußballklub aus Rolleston, Selwyn District in Region Canterbury.

## Geschichte
Der Klub wurde im Dezember 2012 als Ergebnis einer Fusion der beiden Klubs Ellesmere FC und Rolleston FC begründet. Seit der Spielzeit 2021 spielt der Klub in der neu eingeführten Southern League, im System der zu dieser Zeit ebenfalls wieder neu eingeführten National League. Mit 13 Punkten gelang über den zweiten Platz hier auch gleich in der ersten Saison die Qualifikation für die Championship-Runde. Aufgrund der COVID-19-Pandemie konnte diese jedoch nicht mit allen Mannschaften ausgetragen werden und es wurde die South Central Series, mit einer reduzierten Teilnehmeranzahl ausgespielt. Mit lediglich einem Punkt landete die Mannschaft hier aber auf dem letzten Platz dieser Spielrunde. Den Erfolg der Vorsaison in der Regular Season konnte man in der Folgesaison 2022 auch nicht wiederholen und so landete man mit 11 Punkten nur auf dem 9. Platz, was gerade so für den Klassenerhalt reichte.